# NGC 3060
NGC 3060 is een spiraalvormig sterrenstelsel in het sterrenbeeld Leeuw. Het hemelobject werd op 14 januari 1787 ontdekt door de Duits-Britse astronoom William Herschel.

## Synoniemen
- UGC 5338
- MCG 3-26-2
- ZWG 93.3
- IRAS 09535+1704
- PGC 28680